# Badumna longinqua
De Australische huisspin (Badumna longinqua) is een spinnensoort in de familie van de Desidae. De soort komt oorspronkelijk uit Australië, en heeft zich gevestigd in Nieuw-Zeeland, de Verenigde Staten, Mexico, Brazilië, Uruguay en Zuid-Afrika, alsmede het Verenigd Koninkrijk en Duitsland. Hij heeft zich nu definitief gevestigd in Nederland.
Het dier behoort tot het geslacht Badumna. De wetenschappelijke naam van de soort werd voor het eerst geldig gepubliceerd in 1867 door Ludwig Carl Christian Koch.